# Compsophorus coeruleiventris
Compsophorus coeruleiventris är en stekelart som först beskrevs av Heinrich 1938.  Compsophorus coeruleiventris ingår i släktet Compsophorus och familjen brokparasitsteklar. Inga underarter finns listade i Catalogue of Life.